# Крістіна Кункел
Крістіна Кункел (англ. Kristina Kunkel, 27 березня 1984) — американська ватерполістка.
Призерка Чемпіонату світу з водних видів спорту 2005 року.